# Coppa Continentale 2015-2016 (hockey su pista)
La Coppa Continentale 2015-2016 è stata la 35ª edizione (la diciottesima con la denominazione Coppa Continentale) dell'omonima competizione europea di hockey su pista. Alla manifestazione hanno partecipato gli spagnoli del Barcellona, vincitori dell'Eurolega 2014-2015, e i portoghesi dello Sporting CP, vincitori della Coppa CERS 2014-2015. 
A conquistare il trofeo è stato il Barcellona al diciassettesimo successo nella sua storia.

## Squadre partecipanti
| Club        | Qualificazione             | Partecipazioni precedenti (il grassetto indica la vittoria) |
| ----------- | -------------------------- | --- |
| Barcellona  | Detentore dell'Eurolega    | 1980-1981, 1981-1982. 1982-1983, 1983-1984, 1984-1985, 1985-1986, 1987-1988, 1997-1998, 2000-2001, 2001-2002, 2002-2003, 2004-2005, 2005-2006, 2006-2007, 2007-2008, 2008-2009, 2010-2011, 2014-2015 |
| Sporting CP | Detentore della Coppa CERS | 1981-1982, 1985-1986, 1991-1992 |

## Risultati
| Squadra 1   | Totale | Squadra 2  | Andata | Ritorno |
| ----------- | ------ | ---------- | ------ | ------- |
| Sporting CP | 3 - 5  | Barcellona | 2 - 0  | 1 - 5   |

| Lisbona 10 ottobre 2015 Finale di andata | Sporting CP | 2 – 0 | Barcellona | Pavilhão José Gouveia |

| Barcellona 17 ottobre 2015 Finale di ritorno | Barcellona | 5 – 1 | Sporting CP | Palau Blaugrana |